# 1932 في سويسرا
فيما يلي قوائم الأحداث التي وقعت خلال عام 1932 في سويسرا.

## كتب
من الكتب التي صدرت هذه السنة في سويسرا:
- 1 يناير – رحلة إلى الشرق من تأليف هرمان هيسه.

## مواليد

### أغسطس
- 19 أغسطس – رولف غراف درّاج طريق سويسري.

## وفيات

### ديسمبر
- 12 ديسمبر – هنري فيون (مواليد 1865) فيزيائي سويسري.